# Hirondelle à gorge rousse
Stelgidopteryx ruficollis
Espèce
Statut de conservation UICN

 LC  : Préoccupation mineure
L'Hirondelle à gorge rousse (Stelgidopteryx ruficollis) est une espèce de passereaux de la famille des Hirundinidae

## Sous-espèces

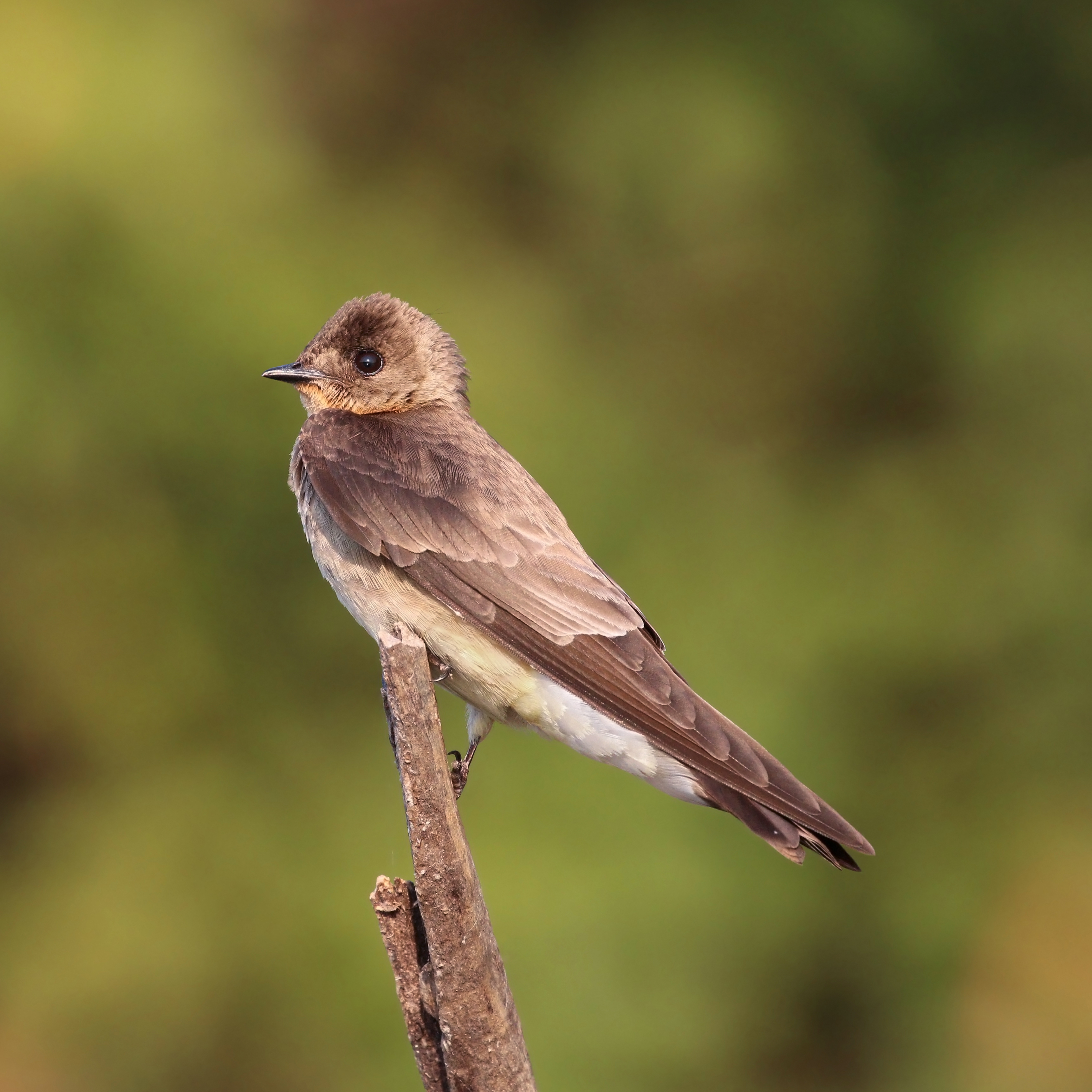
Une hirondelle à gorge rousse dite Stelgidopteryx ruficollis ruficollis dans le Pantanal, Brésil. Septembre 2015.

Cet oiseau est représenté par 4 sous-espèces :
- Stelgidopteryx ruficollis aequalis Bangs, 1901 ;
- Stelgidopteryx ruficollis decolor Griscom, 1929 ;
- Stelgidopteryx ruficollis ruficollis (Vieillot, 1817) ;
- Stelgidopteryx ruficollis uropygialis (Lawrence, 1863).